# Mercez
Merćez es un pueblo del municipio de Kuršumlija, Serbia. Según el censo de 2002, el pueblo tiene una población de 26 personas.